# Pierre Motor Carriage
Pierre Motor Carriage ist ein Prototyp von 1898.

## Beschreibung
Frank Edson und Louis Greenough betrieben eine Schmiede in Pierre in South Dakota in den USA. 1898 stellten sie ein Automobil her. Es war das erste Auto mit einem Ottomotor, das in Pierre gebaut wurde, und vermutlich auch das erste dieser Art im Staat South Dakota.
Der Zweizylindermotor kam von Wolverine aus Detroit. Damit ist wahrscheinlich die Wolverine Auto & Commercial Vehicle Company gemeint. Der Motor war im Heck unter den Sitzen eingebaut und trieb über Ketten die Hinterräder an.
Ungewöhnlich für die damalige Zeit war der geschlossene Aufbau. Eine Wagenfabrik aus Elkhart fertigte ihn an. Der hintere Teil bot Platz für sechs Personen. Der Fahrer saß davor in einem Abteil mit Seitenteilen und Dach.
Das Fahrzeug bewährte sich auf ebenen Straßen. Für das örtliche Postamt wurde sogar Post zwischen Pierre und Fort Sully befördert. Für den Personentransport in das hügelige Black Hills war das Fahrzeug allerdings untermotorisiert.